# Klovskärsfjärden
Klovskärsfjärden är en fjärd i Åland (Finland). Den ligger i den sydöstra delen av landskapet, 40 km öster om huvudstaden Mariehamn.